# Église Notre-Dame-de-l'Assomption de Mathieu
L'église Notre-Dame-de-l'Assomption de Mathieu est un édifice catholique situé à Mathieu, en France.

## Localisation
L'église est située dans le département français du Calvados, sur la commune de Mathieu.

## Historique
L'édifice date du XIIe et du XIXe siècle. Vers 1200, l'église relève de l'abbaye de Hambye.

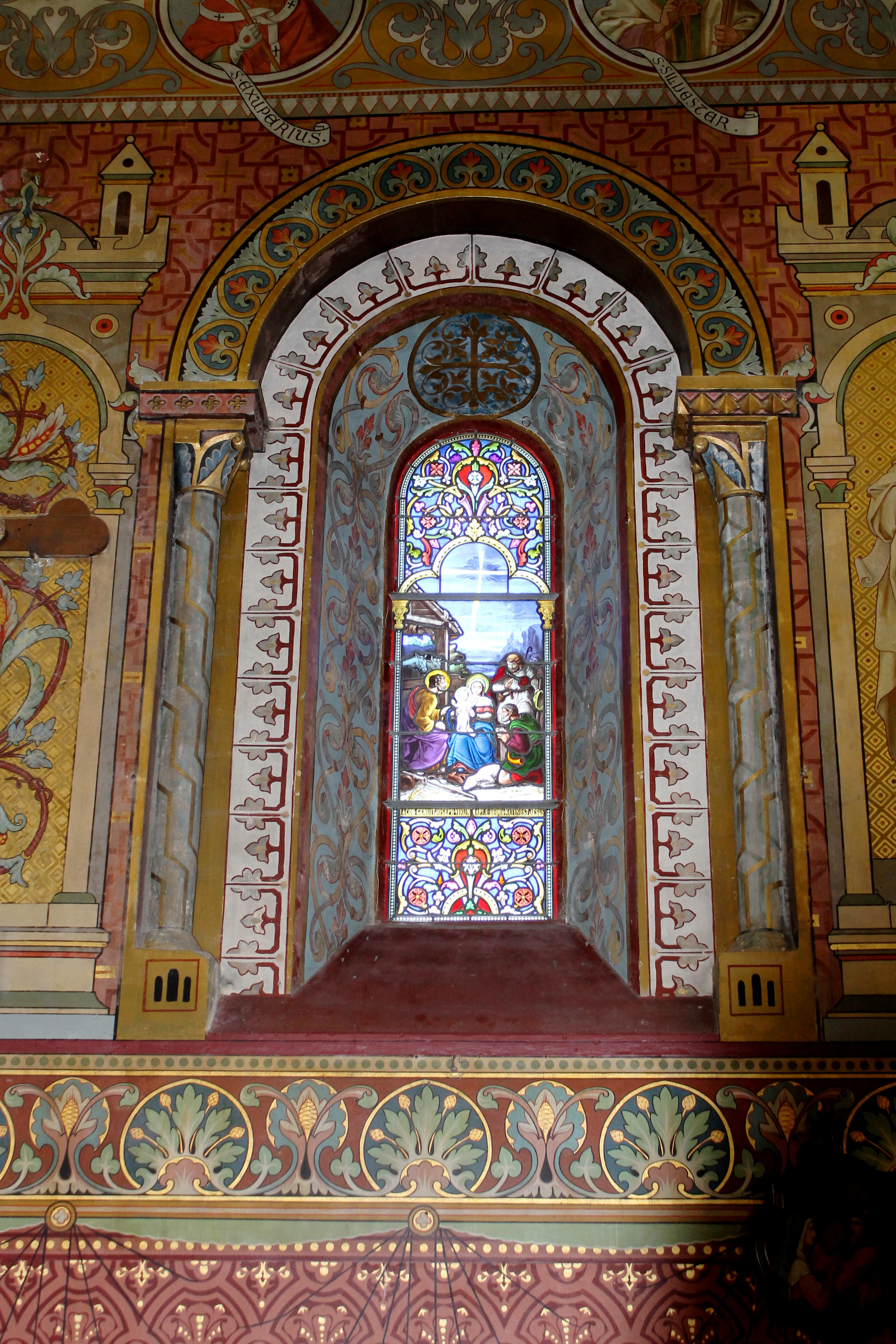
Vitrail de 1889 des ateliers Lorin.

L’église a été modifiée au XVIIe siècle par la suppression de deux travées de la nef et la création d'un mur pignon.
Des travaux sont entrepris en 1833 puis en 1849. Louis Chifflet, peintre qui est intervenu en particulier à l'église Saint-Vigor d'Athis de l'Orne, décore entre 1886 et 1889 l'ensemble de l'église du motif de l'arbre de Jessé et figure également le baptême du Christ.
L'édifice est inscrit au titre des monuments historiques par arrêté du 16 février 2006, pour son décor intérieur.
À ce titre, sont protégés les vitraux réalisés en 1889 par les ateliers Lorin de Chartres (baies 0 à 6) et en 1939 par Georges Sagot, peintre verrier à Bayeux (baies 7 à 10). La verrière figurant l'Assomption (baie 0) a été remplacée en 1970 par deux lancettes.

## Description
La nef de l'édifice est romane avec un bel exemple de mur en arête-de-poisson.
L’église possède encore de beaux modillons « très saillants et ornés de figures grimaçantes » selon Arcisse de Caumont. Le chœur est du XIIe avec une porte du XIIIe et a été allongé au XVe siècle selon le même auteur.

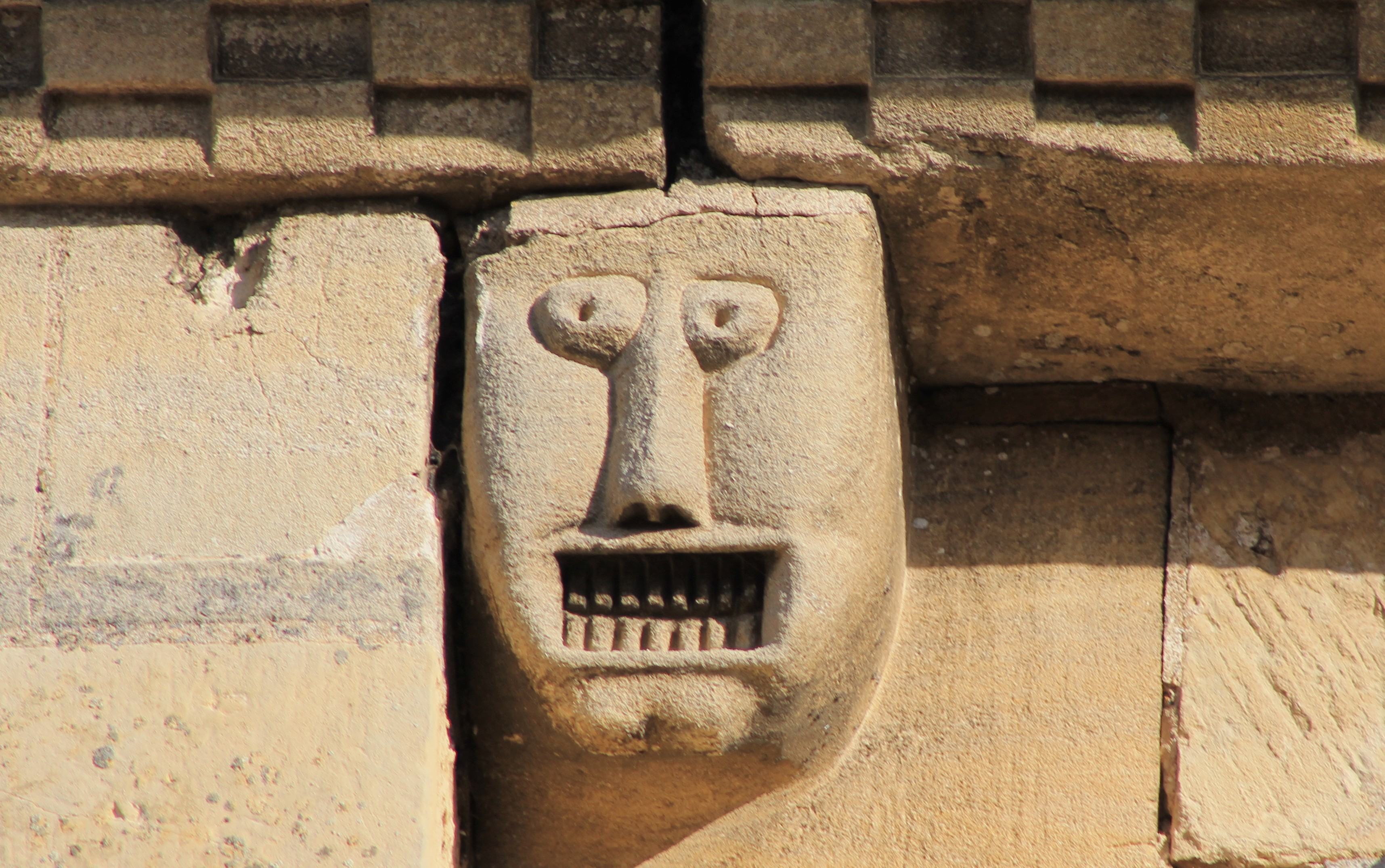
Exemple de modillon.
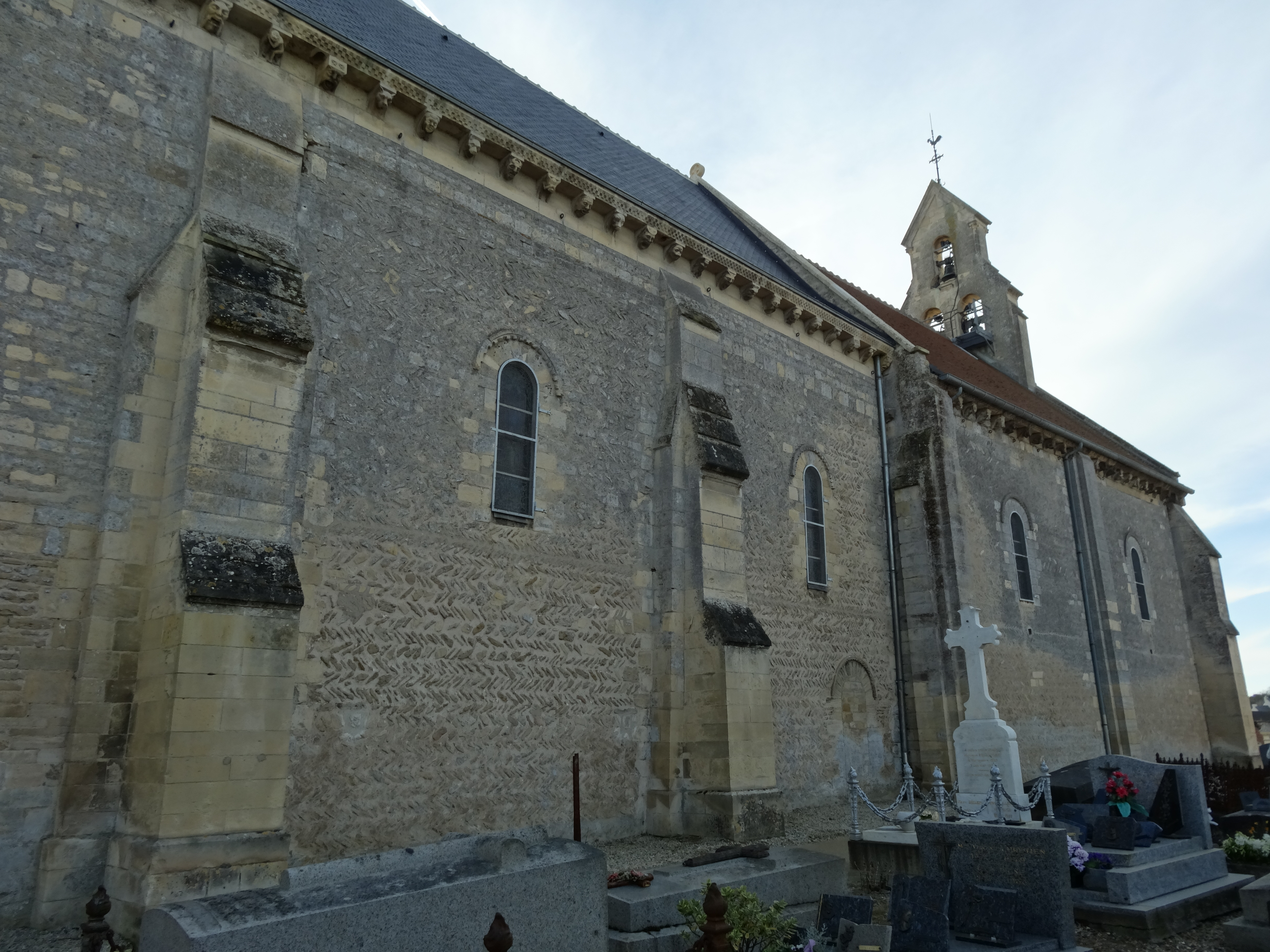
L'appareil en arête-de-poisson.
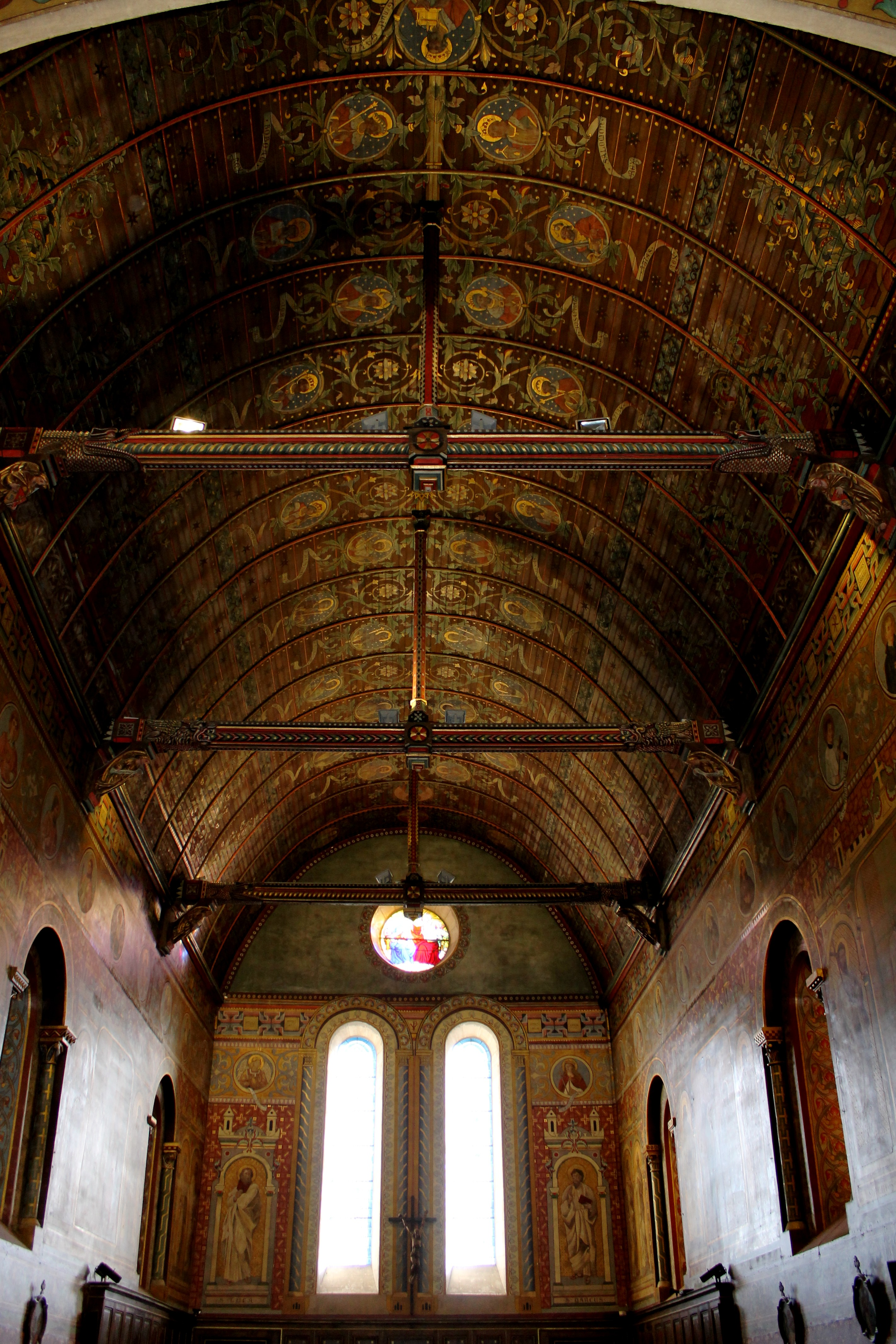
Vue de l'intérieur de l'église, plafond et chevet décorés.
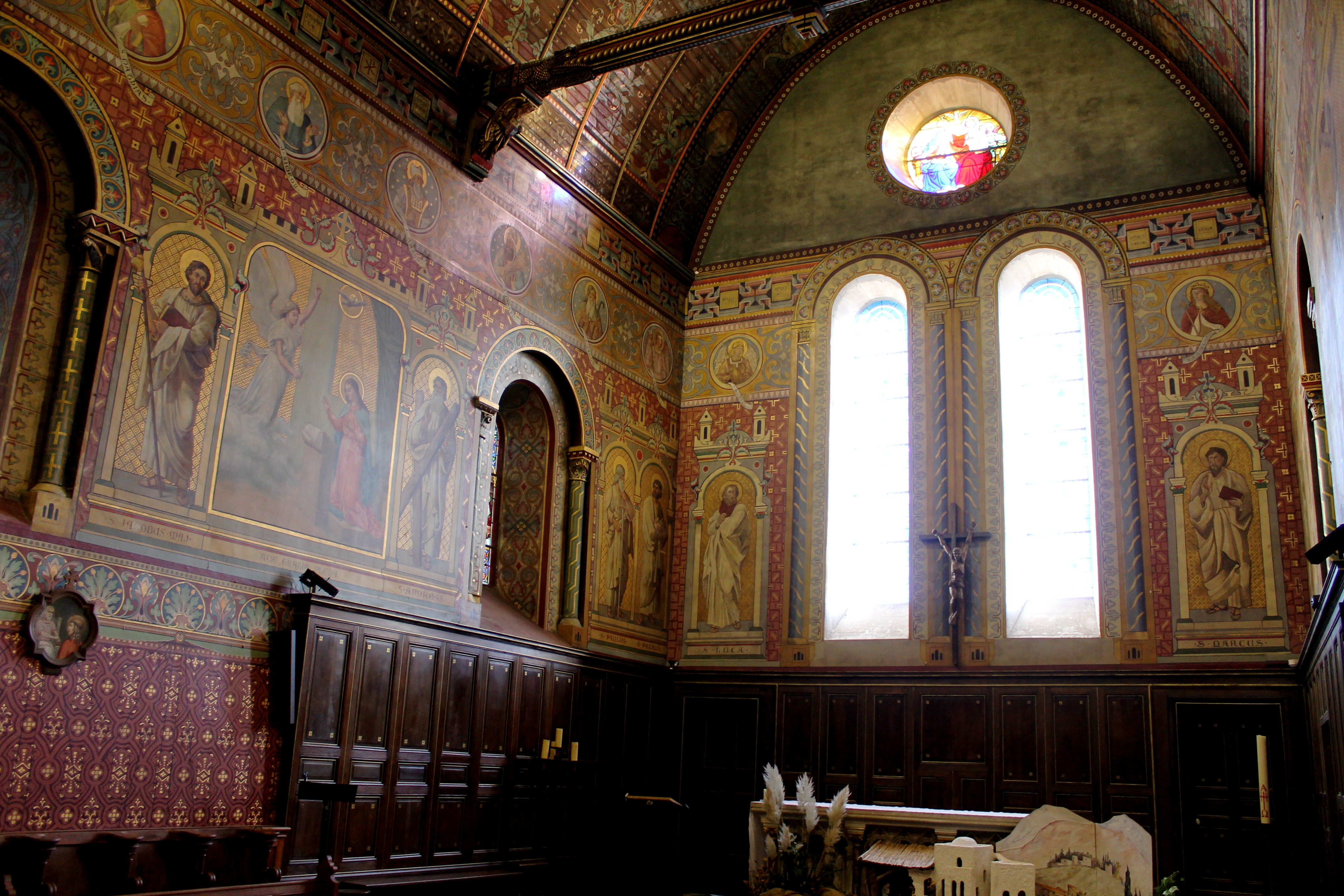
Vue de l'intérieur de l'église, avec le chevet plat, ajouré, et l'autel.
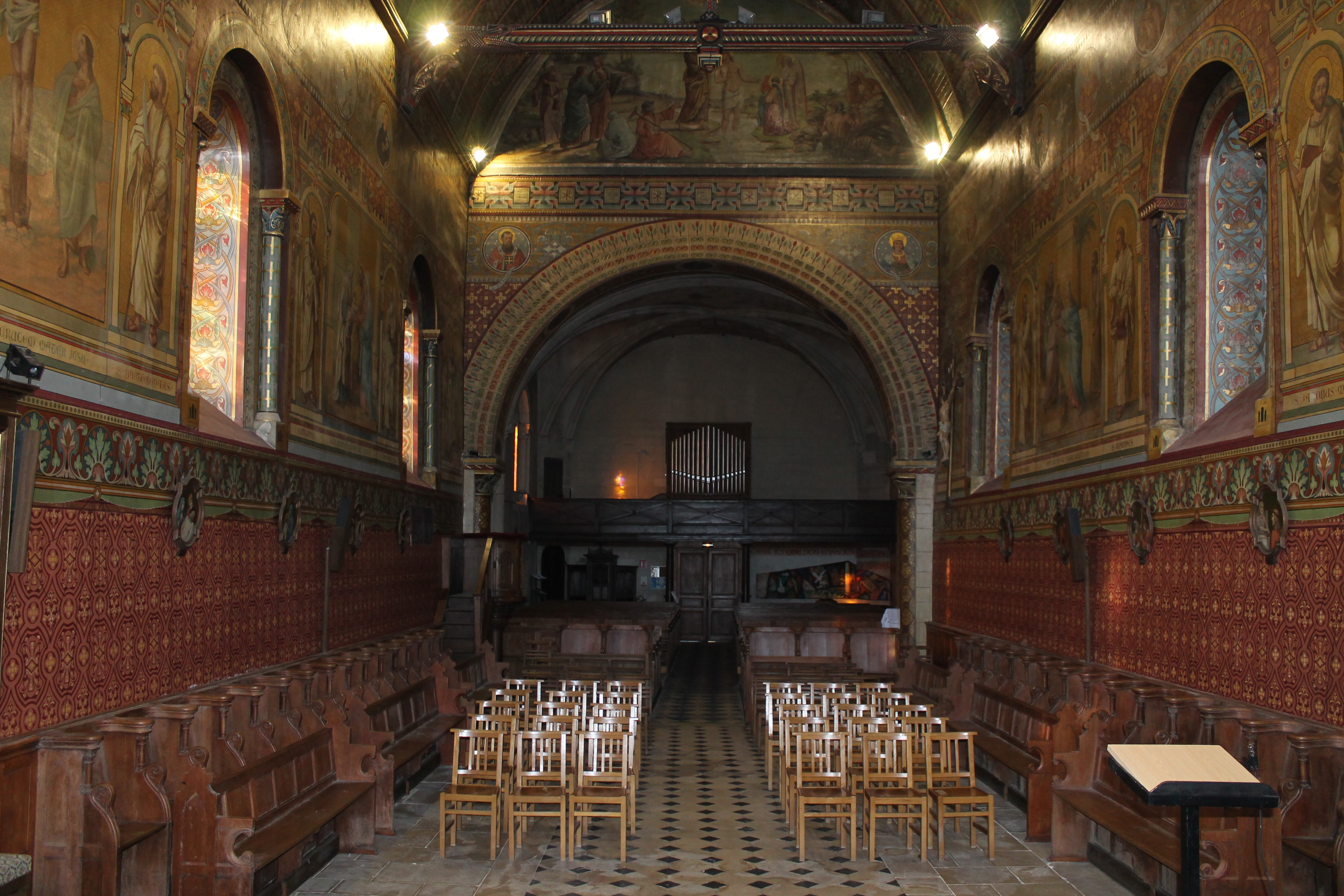
Vue de l'intérieur de l'église, avec au fond la tribune et l'orgue.
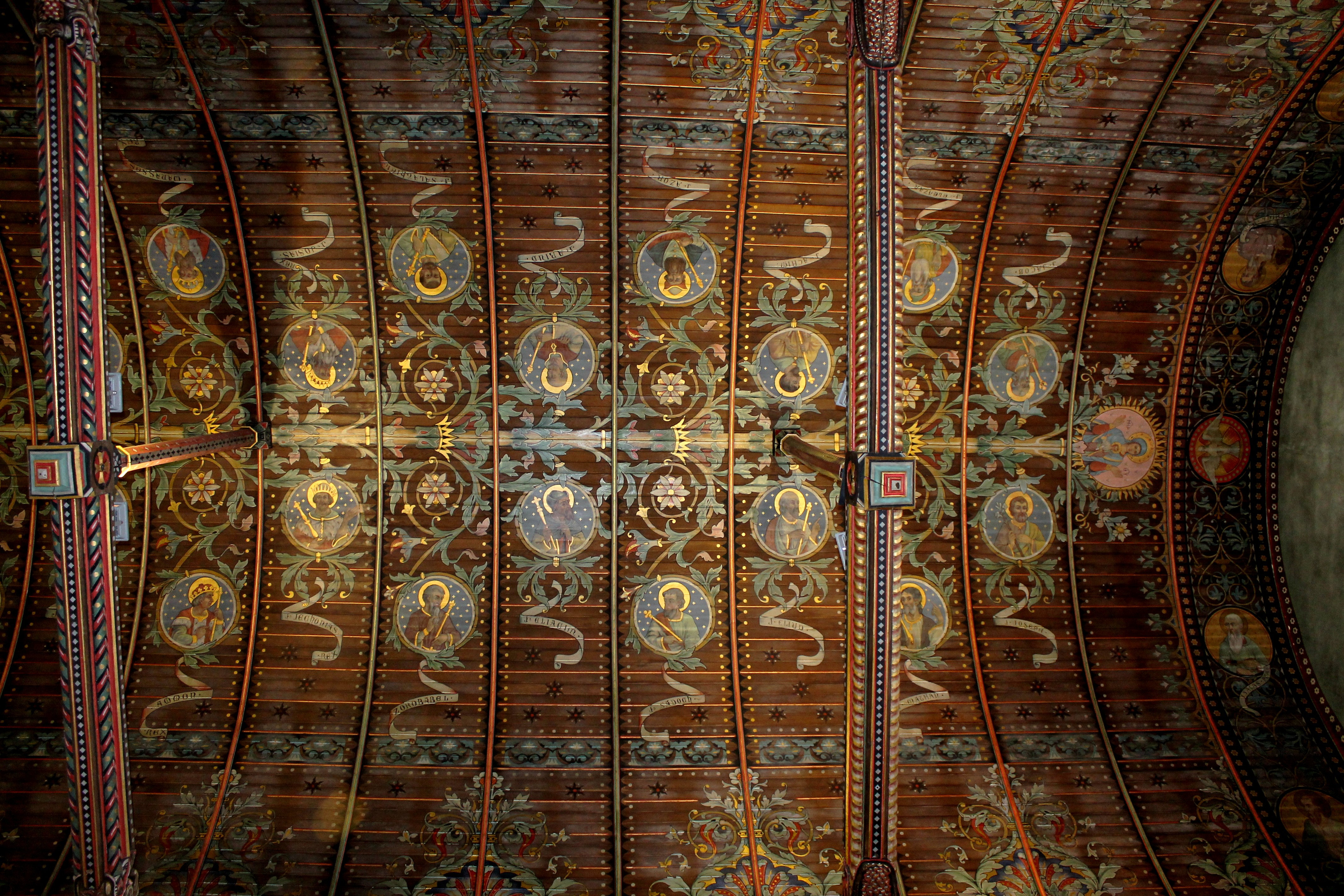
Vue de l'intérieur de l'église, représentation de l’arbre de Jessé sur la voûte.